# 84. Infanterie-Brigade (Deutsches Kaiserreich)
Die 84. Infanterie-Brigade  war ein von 1897 bis 1915 und 1918/19 bestehender Großverband der Preußischen Armee.

## Geschichte
Die Brigade wurde mit Wirkung zum 1. April 1897 in Lahr/Schwarzwald errichtet und ihr waren das 8. Badische Infanterie-Regiment Nr. 169 und das 9. Badische Infanterie-Regiment Nr. 170 unterstellt. Gemeinsam mit der 57. und 58. Infanterie- sowie der 29. Kavallerie-Brigade bildete sie die 29. Division des XIV. Armee-Korps.
Zum 1. April 1899 trat die Brigade unter das Kommando der neugebildeten 39. Division und wurde am 1. Oktober 1912 wieder der 29. Division unterstellt.

### Erster Weltkrieg
Mit Ausbruch des Ersten Weltkriegs machte die Brigade im Verbund mit der übergeordneten 29. Infanterie-Division mobil und kam zunächst im Grenzschutz zum Einsatz. Sie beteiligt sich an den Schlachten in Lothringen, vor Nancy-Épinal und bei Arras. Ab Mitte Oktober 1914 lag sie in Stellungskämpfen in Flandern und Artois.
Am 4. März 1915 wurde die Brigade aufgelöst und der Stab zur Bildung der 104. Infanterie-Brigade herangezogen. Das stellvertretende Brigadekommando in Lahr bestand dagegen über das Kriegsende hinaus bis zum 14. November 1918. Anschließend führte das Kommando wieder die Bezeichnung 84. Infanterie-Brigade, die bis Mai 1919 bestand.

### Kommandeure
| Dienstgrad          | Name                       | Datum                                                    |
| ------------------- | -------------------------- | -------------------------------------------------------- |
| Generalmajor        | Eduard von Kehler          | 22. März 1897 bis 21. März 1900                          |
| Oberst              | Hans Gaede                 | 22. März bis 17. April 1900 (mit der Führung beauftragt) |
| Generalmajor        | Hans Gaede                 | 18. April 1900 bis 23. April 1904                        |
| Generalmajor        | Ludwig Augustin            | 24. April 1904 bis 12. Februar 1906                      |
| Generalmajor        | Friedrich von Cochenhausen | 13. Februar 1906 bis 21. März 1907                       |
| Generalmajor        | Ernst Bacmeister           | 22. März 1907 bis 21. März 1910                          |
| Generalmajor        | Bertrand von Monts         | 22. März 1910 bis 19. März 1911                          |
| Generalmajor        | Hugo von Mey               | 20. März 1911 bis 26. Januar 1913                        |
| Generalmajor        | Stanislaus von Koschembahr | 27. Januar 1913 bis 9. August 1914                       |
| Oberst/Generalmajor | Otto von Zaborowski        | 10. August bis 21. Dezember 1914                         |
| Oberst              | Karl Eckermann             | 22. Dezember 1914 bis 3. März 1915                       |